# Jorge Herrera Caldera
Jorge Herrera Caldera (Victoria de Durango, Durango; 8 de enero de 1963). Es   un político mexicano, miembro del Partido Revolucionario Institucional. Fue Presidente Municipal de Durango, Diputado Federal Durango y Gobernador de Durango.

## Trayectoria Laboral
Su experiencia laboral y de servicio público se caracteriza por su desempeño como: Catedrático de la Facultad de Contaduría y Administración de la UJED; miembro de la Asociación Nacional de Fabricantes de Bicicletas A.C.; Consejero de la Confederación Patronal de la República Mexicana (COPARMEX); Consejero de la Cámara Nacional de Comercio (CANACO) y Consejero de la Cámara Nacional de la Industria de Transformación (CANACINTRA) en diferentes periodos.
En el año 2004 se convirtió en miembro del Comité de Financiamiento de Candidato a Gobernador. Un año después formó parte de la Comisión Permanente de Funcionarios Fiscales. Posteriormente tomó el cargo de Presidente de la Zona 2 en el 2006. Durante el periodo 2004 – 2006 fungió como Secretario de Finanzas y de Administración del Estado de Durango.
Fue elegido Presidente Municipal Constitucional de Durango en la administración 2007 – 2010, donde ganó con 80 mil 444 sufragios, lo que representó el 50.1%. Obtuvo el título de Presidente de la Red de Municipios Unidos por Durango, que agrupa a los 39 municipios del estado y Presidente Nacional de la Red de Municipios por la Salud, organismo que agrupa a los 2,479 municipios del País. Durante el periodo 2008 – 2009 formó parte del Consejo Nacional de Salud.
Se postuló como candidato del Partido Revolucionario Institucional (PRI) a Diputado Federal por el Distrito 04, donde ganó con 57 mil 894 votos, que representó el 45%. Fue Secretario de la Comisión de Transportes e integrante de la Comisión de Presupuesto y Cuenta Pública, así como de la Comisión de Participación Ciudadana.
Fue Gobernador del Estado de Durango para el periodo 2010 – 2016. Fue también el Coordinador de la Comisión de Infraestructura de la Conferencia Nacional de Gobernadores (CONAGO) por decisión unánime de sus homólogos.